# Fila Brunqueña
La fila Brunqueña, llamada también cordillera Brunqueña, fila Costera o fila Costeña, es un sistema montañoso ubicado en Costa Rica. Su nombre alude a los borucas, llamados también bruncas, pueblo indígena que ocupa los territorios aledaños a esta cordillera, así como el nombre de costera o costeña alude a su situación geográfica, muy cercana a la costa del océano Pacífico.
- Datos: Q28502104